# آلیا یوسوپوا
آلیا یوسوپوا (به انگلیسی: Aliya Yussupova) ژیمناست زادهٔ ۱۵ مهٔ ۱۹۸۴ میلادی اهل کشور قزاقستان است.